# Pogorzelica (gmina Rewal)
Pogorzelica – wieś, miejscowość wypoczynkowa z letnim kąpieliskiem morskim w północno-zachodniej Polsce, położona nad Morzem Bałtyckim, na Pobrzeżu Szczecińskim, w województwie zachodniopomorskim, w powiecie gryfickim, w gminie Rewal.
Według danych z 31 grudnia 2010 r. wieś miała 131 mieszkańców.

## Położenie
Pogorzelica leży w środkowej części wybrzeża woj. zachodniopomorskiego, w północnej części powiatu gryfickiego. Miejscowość położona jest nad Zatoką Pomorską, na północny wschód od jeziora Liwia Łuża, na Wybrzeżu Trzebiatowskim – jednym z mezoregionów Pobrzeża Szczecińskiego w północnej części Pomorza Zachodniego.
Miejscowość w całości objęta jest specjalnym obszarem ochrony siedlisk Trzebiatowsko-Kołobrzeskim Pasem Nadmorskim. Na wschód i południe od Pogorzelicy został wytyczony obszar specjalnej ochrony ptaków – Wybrzeże Trzebiatowskie.
W latach 1946–1998 miejscowość położona była w województwie szczecińskim.
Przez miejscowość przechodzi droga powiatowa nr 0105Z z Niechorza do Konarzewa.

## Warunki naturalne
Od zachodu Pogorzelica graniczy poprzez kanał Liwia Łuża z Niechorzem, a od południa z wsią Pogorzelica (gmina Karnice). Na południowy wschód od wsi znajduje się zarastające jezioro Konarzewo, a na południowy zachód jezioro Liwia Łuża będące rezerwatem ptaków. Na południowy wschód od wsi znajduje się porośnięte borem sosnowym wzniesienie Sowia Góra.
Od centralnej części Pogorzelicy do wschodniej granicy gminy Rewal rozciąga się obszar intensywnej akumulacji eolicznej. W partii przybrzeżnej występują typowe nadmorskie wydmy wałowe o wysokości od 6,0 do 10,0 m n.p.m.
W rejonie Pogorzelicy zaplecze nadmorskie wydmy stanowią pagórki barchanów i wydm parabolicznych pokrywających równinę nadmorską.
Od strony lądu miejscowość okala bór sosnowy. Na północny wschód od ośrodków wczasowych w Pogorzelicy na obszarze akumulacji eolicznej znajdują się siedliska boru suchego. Na wschód od wsi występują siedliska boru bagiennego. Duża koncentracja starodrzewu znajduje się w kierunku północno-wschodnim od Pogorzelicy (sosna w wieku 120–150 lat, enklawa 130-letniej dąbrowy) oraz w bezpośrednim otoczeniu ośrodków wczasowych w Pogorzelicy – starodrzew sosnowy.

## Historia

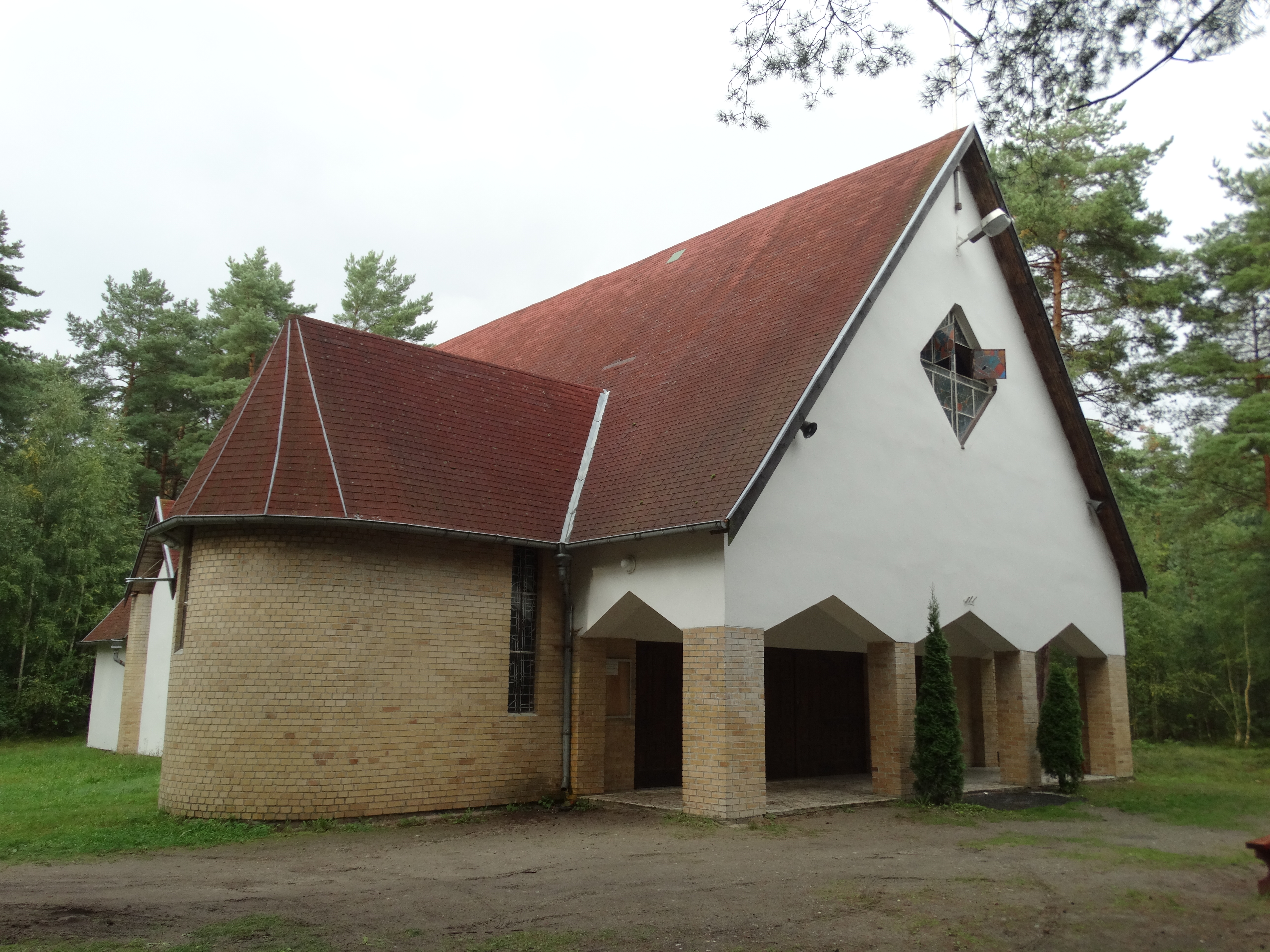
Pogorzelica, kościół filialny pw. Wniebowzięcia NMP

Obecną Pogorzelicę tworzą dwie dawne osady, przed 1945 rokiem noszące nazwy:
- Neu-Eiersberg[8][9] – nadmorska, w pobliżu kanału Liwia Łuża, pierwsi wczasowicze przyjechali tu po I wojnie światowej[10]
- Fischerkaten[11] – leżąca w głębi lądu, przy stacji Gryfickiej Kolei Wąskotorowej oraz jeziorze Konarzewo

Po 1945 wieś początkowo nosiła nazwę Rybaki. W 1947 ustalono urzędowo nazwę Pogorzelica. Komisja Ustalania Nazw Miejscowości przyjmując nazwę nawiązała do wyrazu „pogorzel”, czyli miejsca wypalonego, zniszczonego wskutek pożaru.
W lipcu 1991 r. z inicjatywy ówczesnego proboszcza rzymskokatolickiej parafii św. Stanisława BM w Niechorzu ks. Ireneusza Pastryka w miejscowości rozpoczęto budowę filialnego kościoła Wniebowzięcia Najświętszej Maryi Panny, wg projektu arch. Walentego Zaborowskiego., który konsekrowano 3 czerwca 1995.

## Turystyka

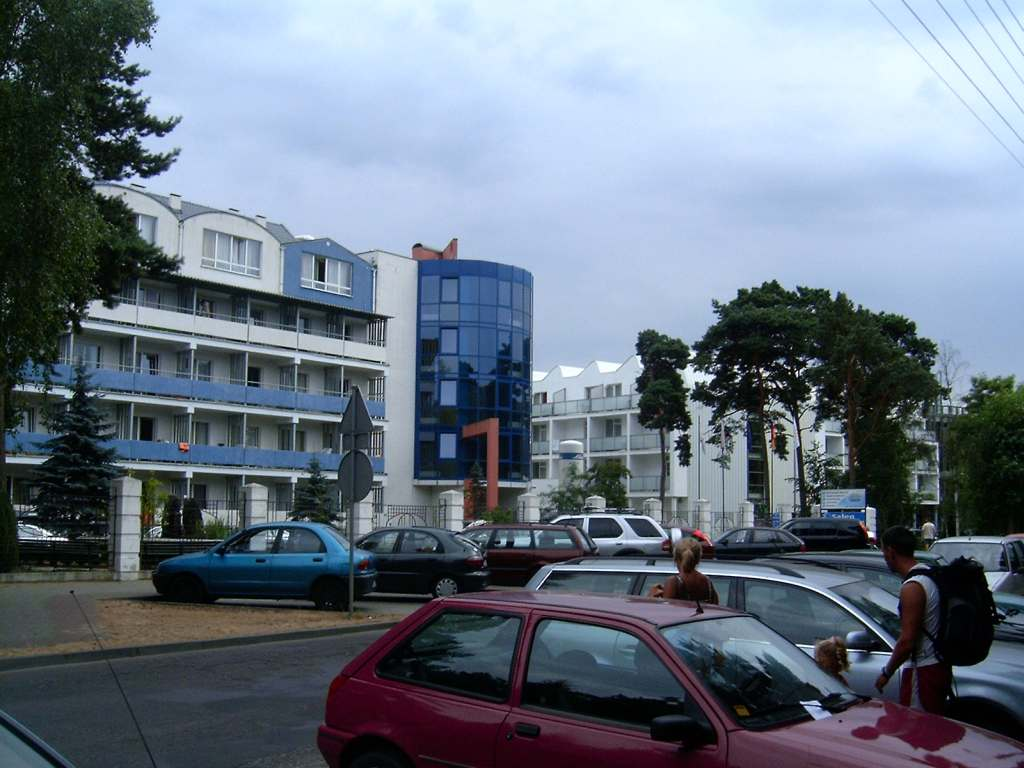
Pogorzelica – OWS Sandra

W Pogorzelicy nad morzem wyznaczono letnie kąpielisko obejmujące 200 m linii brzegowej. Posiada ono piaszczyste plaże.
Infrastrukturę stanowią drewniane domki letniskowe zlokalizowane na zapleczu wydmy nadmorskiej. Układ wsi tworzy 15 ulic. W Pogorzelicy mieści się urząd pocztowy (czynny w sezonie letnim) oraz kościół filialny parafii w Niechorzu.
Przez Pogorzelicę przebiega szlak turystyczny  Szlak Liwiej Łuży.
We wsi znajduje się zabytkowy dworzec Nadmorskiej Kolei Wąskotorowej z przełomu XIX/XX wieku. Linia została uruchomiona 1 maja 1913 roku. Budynek stacji zbudowano na obszarze dawnej wsi (niem.) Fischerkathen obejmującej rejon obecnych ulic Spokojnej i Leśnej.
Kąpielisko w Pogorzelicy w latach 2006–2013 otrzymywało wyróżnienie Błękitną Flagę.

## Społeczność lokalna
Samorząd gminy Rewal utworzył jednostkę pomocniczą „Sołectwo Pogorzelica”, obejmujące jedynie miejscowość Pogorzelica. Mieszkańcy wsi wybierają na zebraniu wiejskim sołtysa oraz radę sołecką, która składa się z 5 osób.

## Infrastruktura

### Kolej wąskotorowa

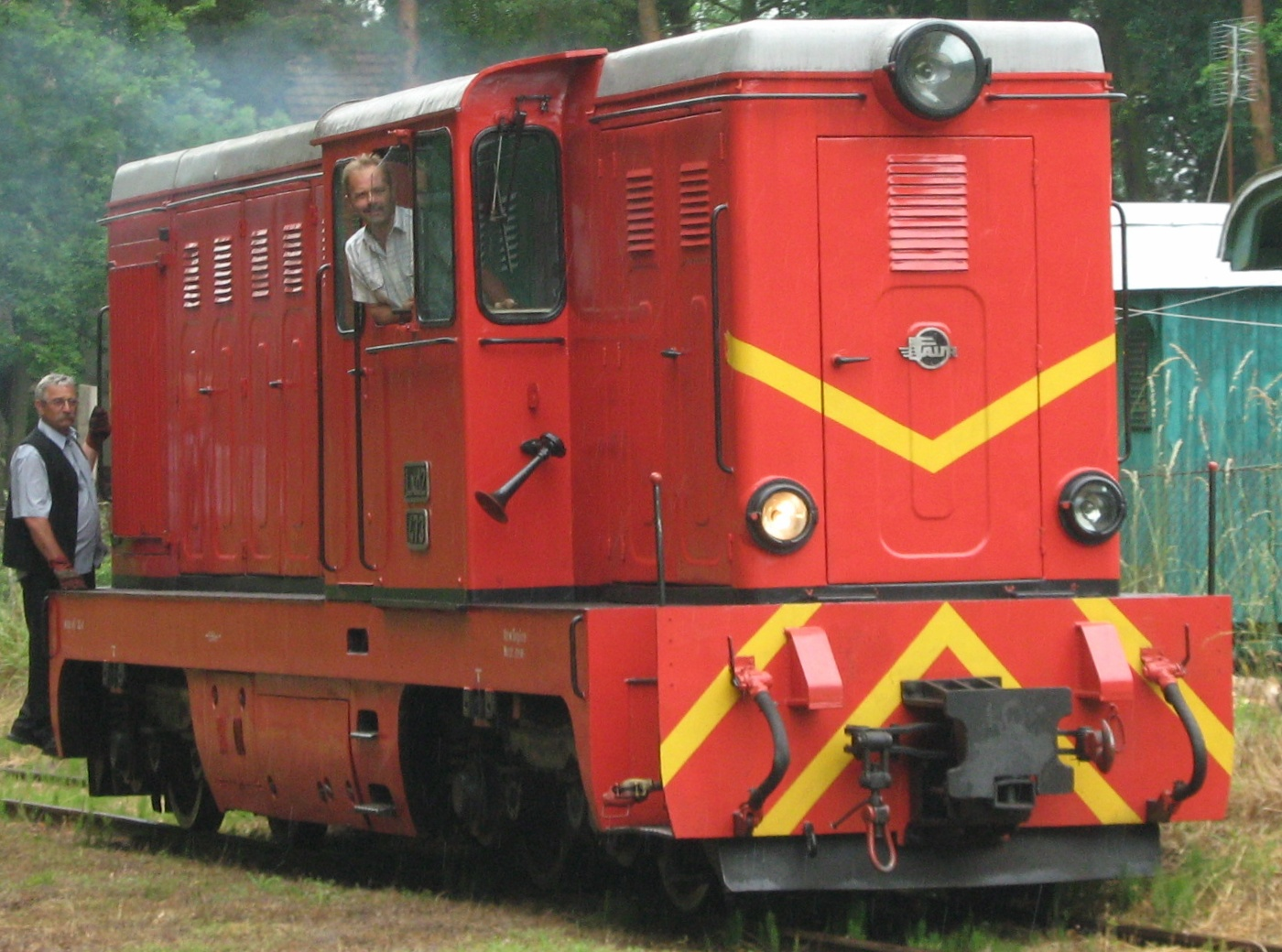
Lokomotywa kolejki wąskotorowej (typ Lxd2, numer 473), linia Pogorzelica-Gryfice

Przez Pogorzelicę przebiega trasa Nadmorskiej Kolei Wąskotorowej, po której w sezonie wiosenno-letnim kursuje zabytkowy skład, zwany „Ciuchcią Retro”. Przewozy turystyczne prowadzone są na 40-kilometrowej trasie Gryfice – Trzęsacz – Niechorze – Pogorzelica (jeden pociąg dziennie) i na krótszym, dziesięciokilometrowym odcinku z Trzęsacza do Pogorzelicy – cztery razy dziennie.
W skład taboru wchodzą trzy rodzaje wagonów: odkryte (wykorzystywane w dni pogodne), zamknięte (wykorzystywane w dni deszczowe) oraz zabytkowy wagon barowy. Pociąg ciągnięty jest przez rumuńską lokomotywę spalinową Lxd2, natomiast od 1 czerwca w każdy piątek i sobotę wagoniki ciągnie zabytkowy parowóz Px48 „Parys”, rozwijający maksymalną prędkość 25 km/h.
Poza sezonem cały zabytkowy tabor można oglądać w Stałej Wystawy Pomorskich Kolei Wąskotorowych w Gryficach, gdzie zgromadzono kilkanaście zachowanych w dobrym stanie różnego typu parowozów i wagonów wąskotorowych.

### Gazociąg Baltic Pipe
3 września 2001 r. w Oslo firmy PGNiG i Statoil podpisały kontrakt na budowę 1400-kilometrowego gazociągu i dostawę gazu ziemnego z Norwegii do Polski. Uruchomienie dostaw miało nastąpić w 2008 r.  W odległości kilku km na północny wschód od centrum Pogorzelicy54°06′45,644″N 15°09′04,892″E/54,112679 15,151359 planowano umiejscowić południowy koniec gazociągu wysokiego ciśnienia (15 MPa) Baltic Pipe. Umowa została zerwana pod koniec 2003 roku, a do budowy rurociągu wówczas nie doszło.
Do projektu wrócono w 2016 r., kiedy to rząd RP podjął decyzję o wznowieniu prac nad projektem. Wg założeń projekt ten ma na celu utworzenie nowego korytarza dostaw gazu do Polski, a także rynku europejskiego. Po uzyskaniu pozytywnych testów ekonomicznych, pod koniec 2017 r. rozpoczęto m.in. procedury środowiskowe dla projektu (zarówno w Polsce, jak i w Danii). W połowie 2018 r. operator Gaz-System zaakceptował wariant trasy gazociągu podmorskiego zaproponowany przez wykonawcę dokumentacji technicznej i środowiskowej. Wskazuje on preferowane miejsce wyjścia rurociągu na ląd w Polsce w rejonie Niechorze-Pogorzelica. Konferencja poświęcona przyszłości projektu odbyła się 20 czerwca 2018 r. w Kancelarii Prezesa Rady Ministrów. Zakończenie projektu było planowane na październik 2022. 
27 kwietnia 2021 roku rozpoczęto drążenie tunelu pod wałem wydmowym i plażą w Pogorzelicy. Zadanie wykonywane jest za pomocą maszyny TBM „Pola”. Prace nad przewiertem zostały ukończone 8 czerwca 2021. 21 lipca 2022 zakończono prace spawalnicze przyłączając tym samym Baltic Pipe do polskiej i duńskiej sieci gazowniczej.

## Galeria

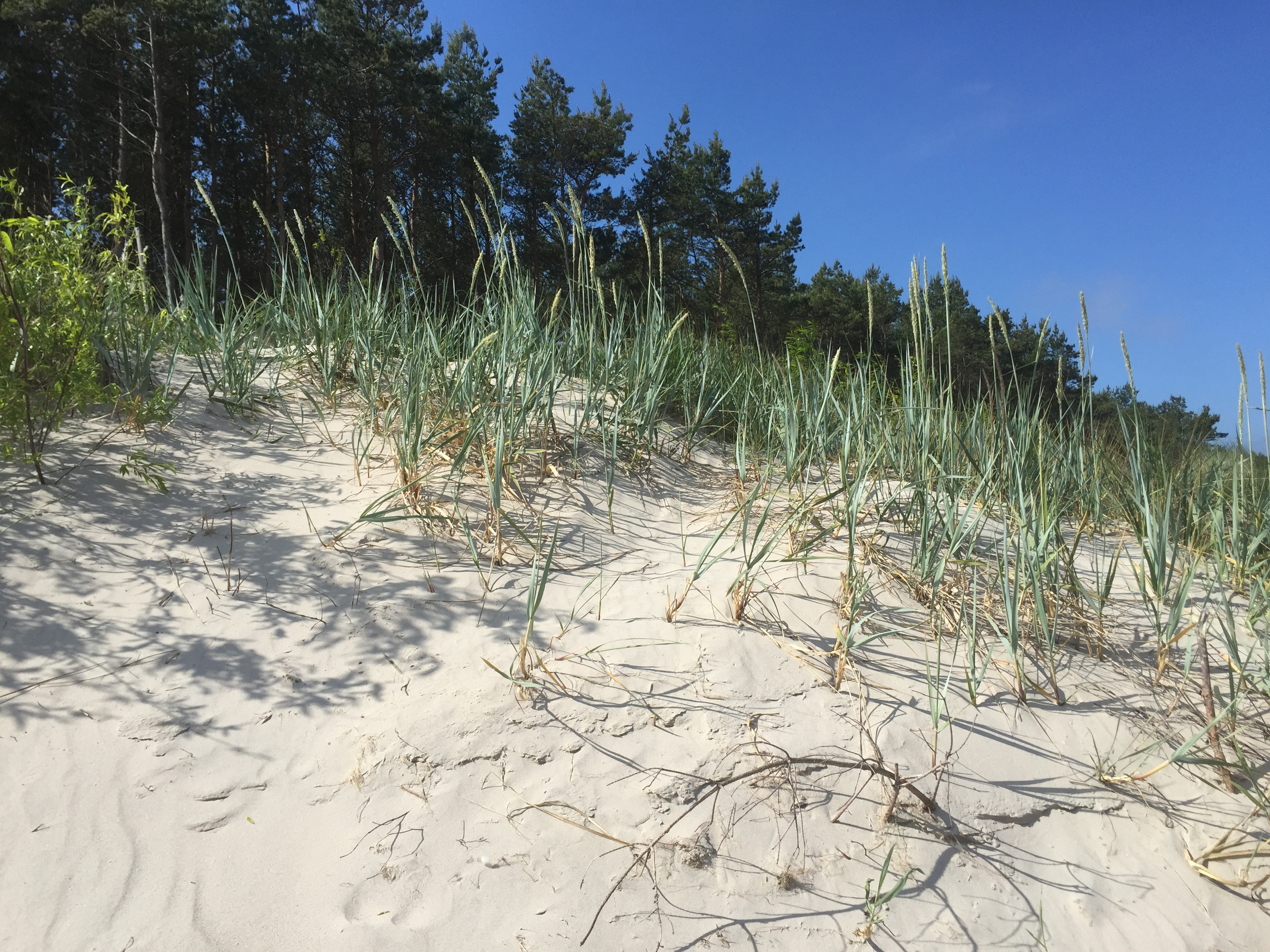
Jedna z wydm w Pogorzelicy
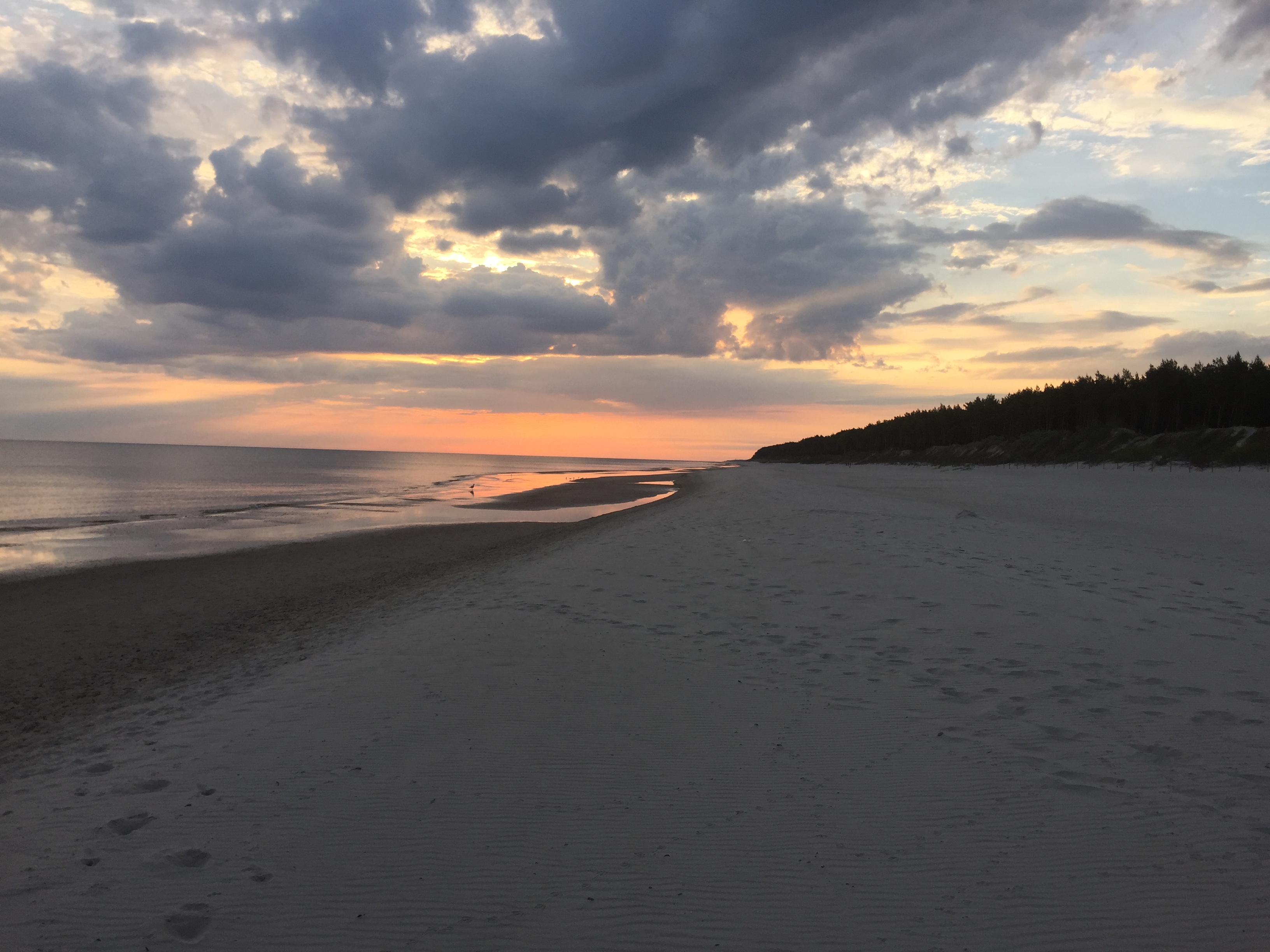
Plaża w Pogorzelicy o poranku
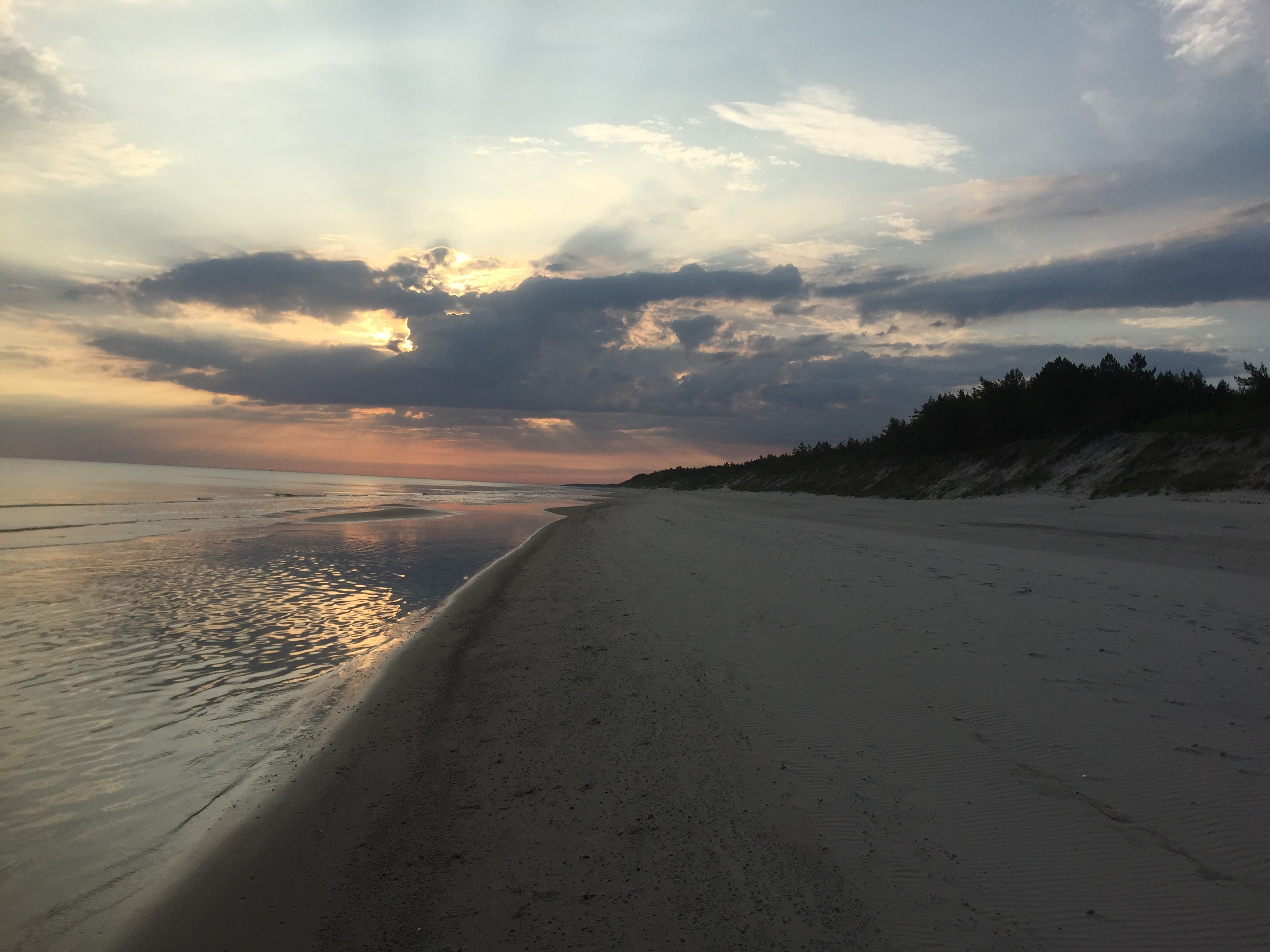
Piaszczysta plaża z wydmami w Pogorzelicy
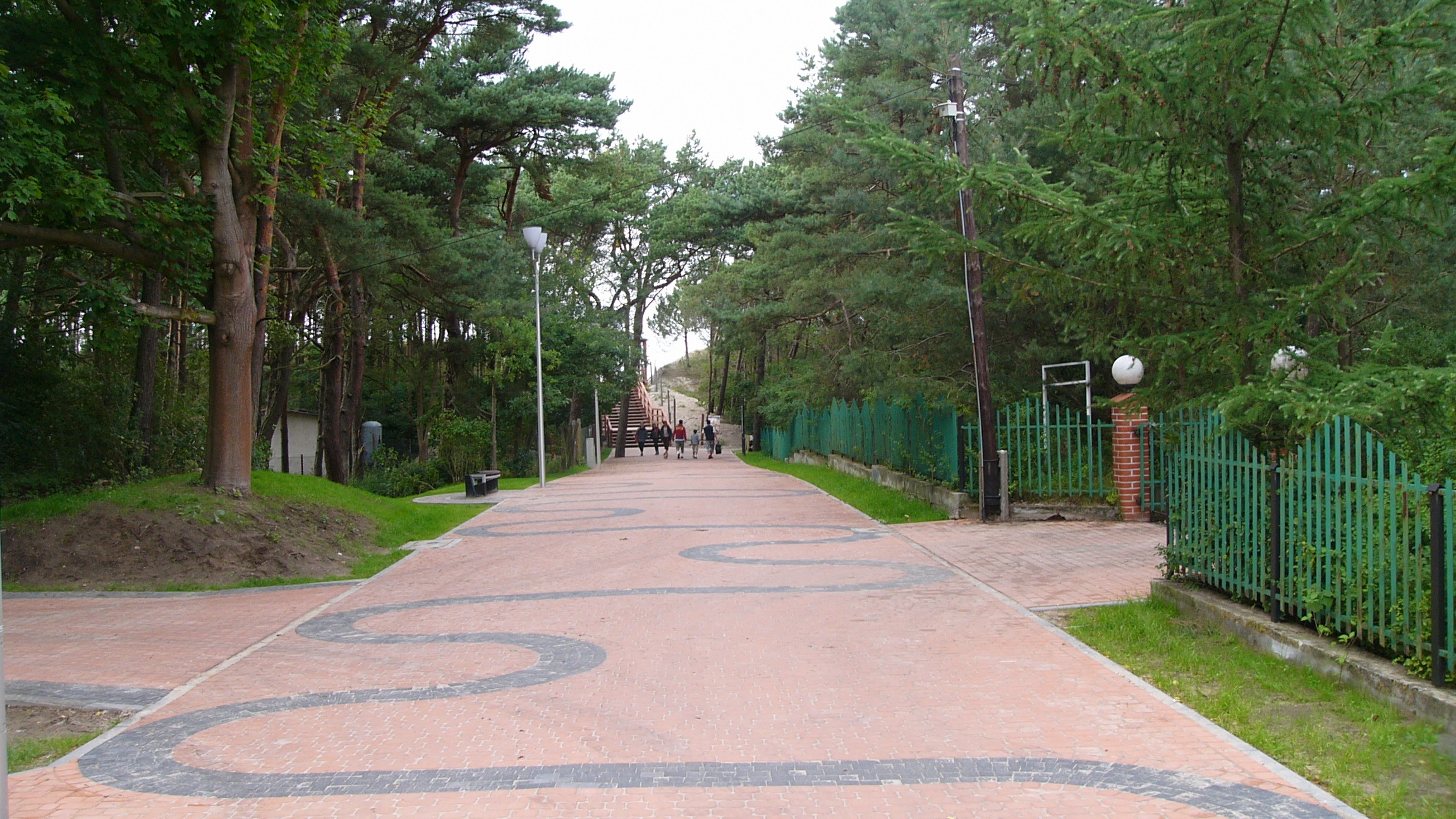
Deptak
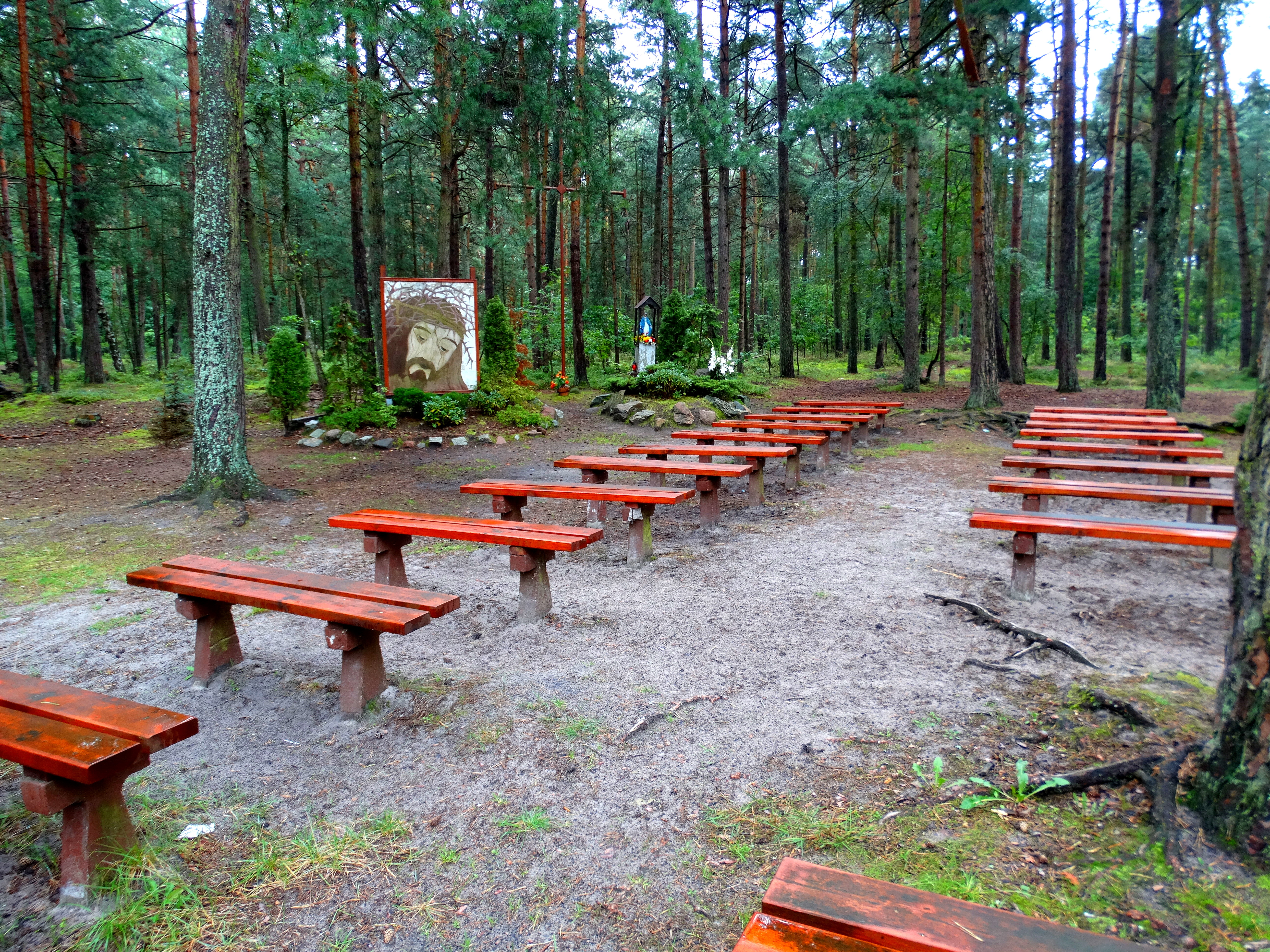
Przed kościołem filialnym pw. Wniebowzięcia NMP
- Centrum Pogorzelicy na filmie